# Голицын, Николай Михайлович (1727)
Князь Николай Михайлович Голицын (1727 — 1786) — русский придворный из рода Голицыных, обер-гофмаршал и тайный советник.

## Биография
Родился 8 (19) января 1727 года года. Был семнадцатым ребёнком генерал-фельдмаршала Михаила Михайловича Голицына; по матери — внук князя Бориса Ивановича Куракина, одного из руководителей внешней политики петровского царствования. Среди старших братьев — фельдмаршал А. М. Голицын и крупный дипломат Д. М. Голицын.
Камер-юнкер с 22 декабря 1761 года, капитан Измайловского полка; с 1763 камергер и гофмаршал. На коронации Екатерины II «расставлял кушания». В дневнике Порошина упоминается как частый гость покоев наследника, с которым вёл разговоры о тригонометрии, венгерских винах и других предметах.
В 1768 году императрица пожаловала Голицына в обер-гофмаршалы, то есть сделала главным распорядителем придворной жизни. При дворе он был известен под прозвищем «толстяк» (Mr le Gros). Кавалер ордена Св. Анны, в 1773 году был награждён орденом Св. Александра Невского.
Уволен по прошению от всех должностей в чине тайного советника 12 августа 1775 года. В своём памфлете князь Щербатов утверждает, что Голицын потерял позиции при дворе из-за конфликта с Потёмкиным: «Неосторожность приготовить ему какого-то любимого блюда подвергла его подлому ругательству от Потёмкина и принудила идти в отставку».
Князь Голицын был крупным землевладельцем, имел поместья в Подмосковье, в Мещовском и Козельском уездах (20 тысяч крепостных крестьян).
Скончался в Санкт-Петербурге в конце 1786 года и был похоронен 2 января 1787 года рядом с женой на Лазаревском кладбище.

## Семья
С 1753 года был женат на Екатерине Александровне Головиной (1728—9.09.1769), дочери и наследнице адмирала А. И. Головина. Дети:
- Михаил Николаевич (1754—30.03.1756)[4]
- Мария Николаевна  (19.04.1755—23.06.1757)[5]
- Варвара Николаевна (25.07.1762—4.01.1802), замечательная красавица, замужем за гофмейстером князем Сергеем Сергеевичем Гагариным (1745—1798), их сыновья Николай и Сергей.
- Екатерина Николаевна (14.11.1764—7.11.1832), замужем за светлейшим князем С. А. Меншиковым (1746—1815). По свидетельству современников, была одной из самых красивых женщин своего времени и отличалась свободным образом жизни.
- Анна Николаевна (15.11.1767—18?), была замужем (с 29 июля 1786 года)[6] за графом А. А. Мусиным-Пушкиным (1760—1806), но потомства не оставила. Будучи разорена управляющими, скончалась в бедности.
- Александр Николаевич (6.09.1769—12.04.1817[7]), камергер и богач, известный своей безумной расточительностью, за что был прозван в Москве именем оперы, бывшей в большой моде, «Cosa-rara». Был женат на княжне Марии Григорьевне Вяземской (1772—1865), после развода с ним, в 1802 году она вышла замуж за графа Л. К. Разумовского. В 1800-е года разорился и под конец жизни получал пенсию от своего троюродного брата князя С. М. Голицына.